# Lissonota polonica
Lissonota polonica är en stekelart som beskrevs av Heinrich Habermehl 1918.
Lissonota polonica ingår i släktet Lissonota och familjen brokparasitsteklar. Inga underarter finns listade i Catalogue of Life.